# Szentlőrinc
Szentlőrinc (Duits: St. Laurenz) is een plaats (város) en gemeente in het Hongaarse comitaat Baranya. Szentlőrinc telt 7053 inwoners (2007).

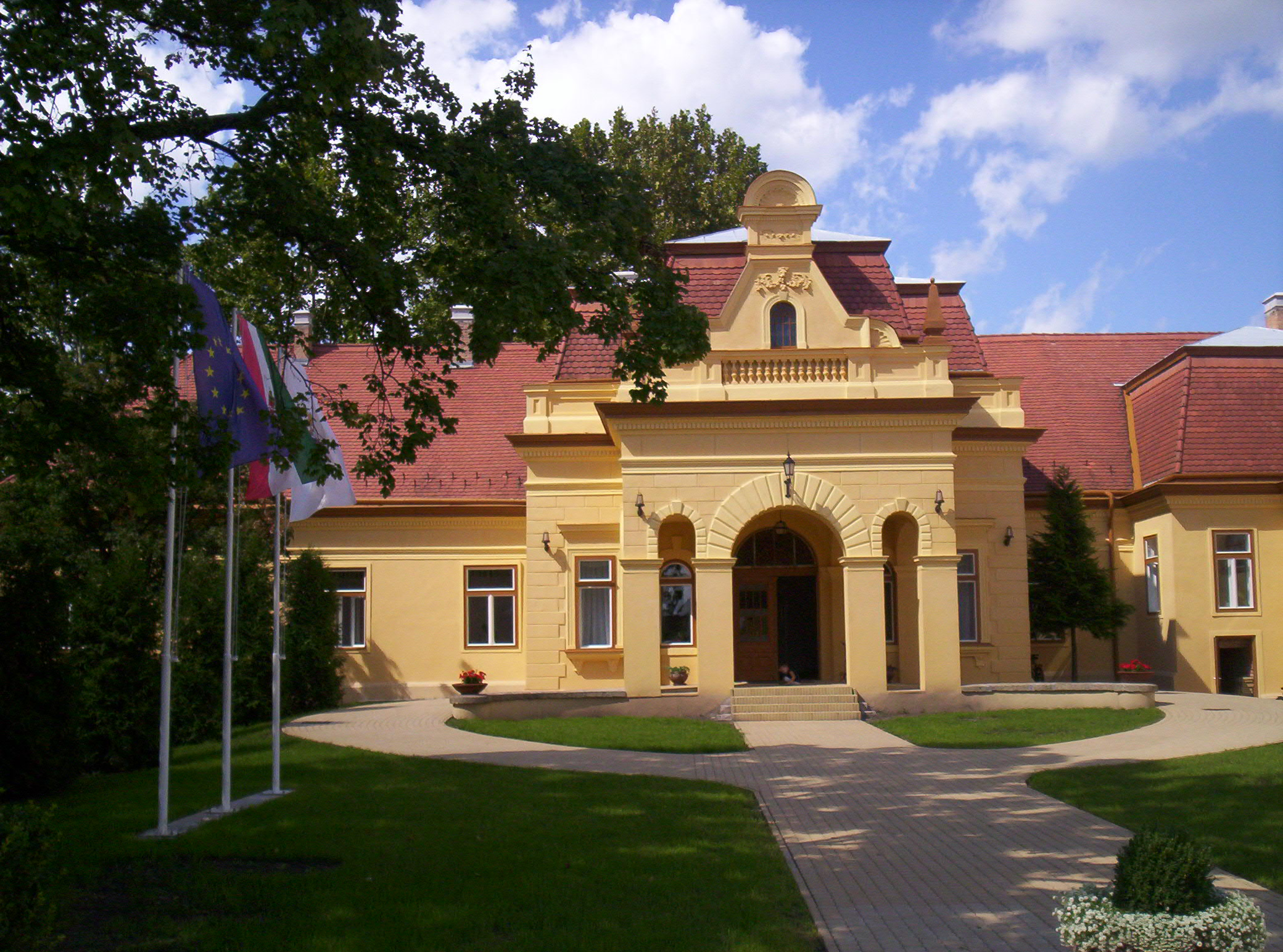
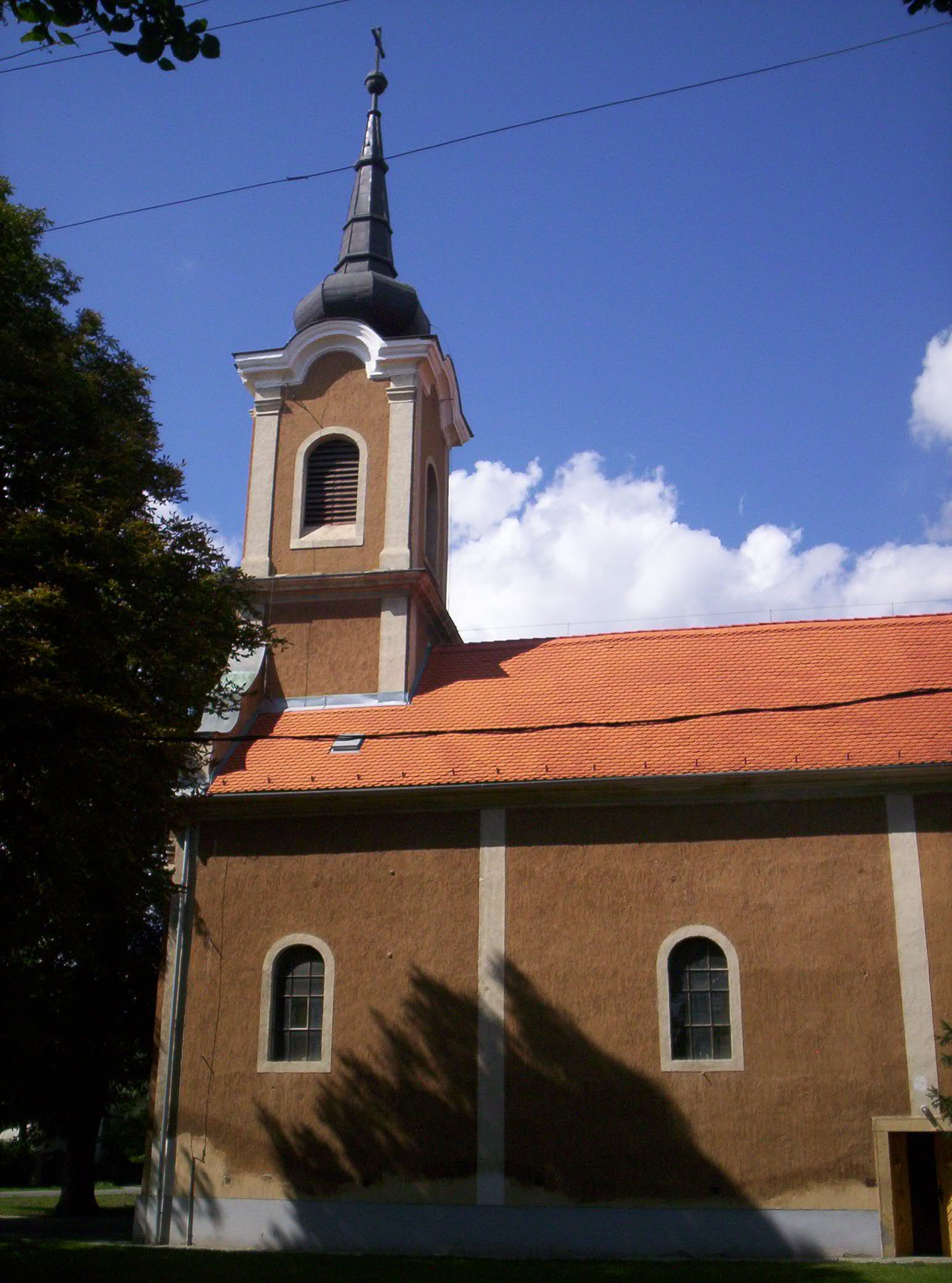
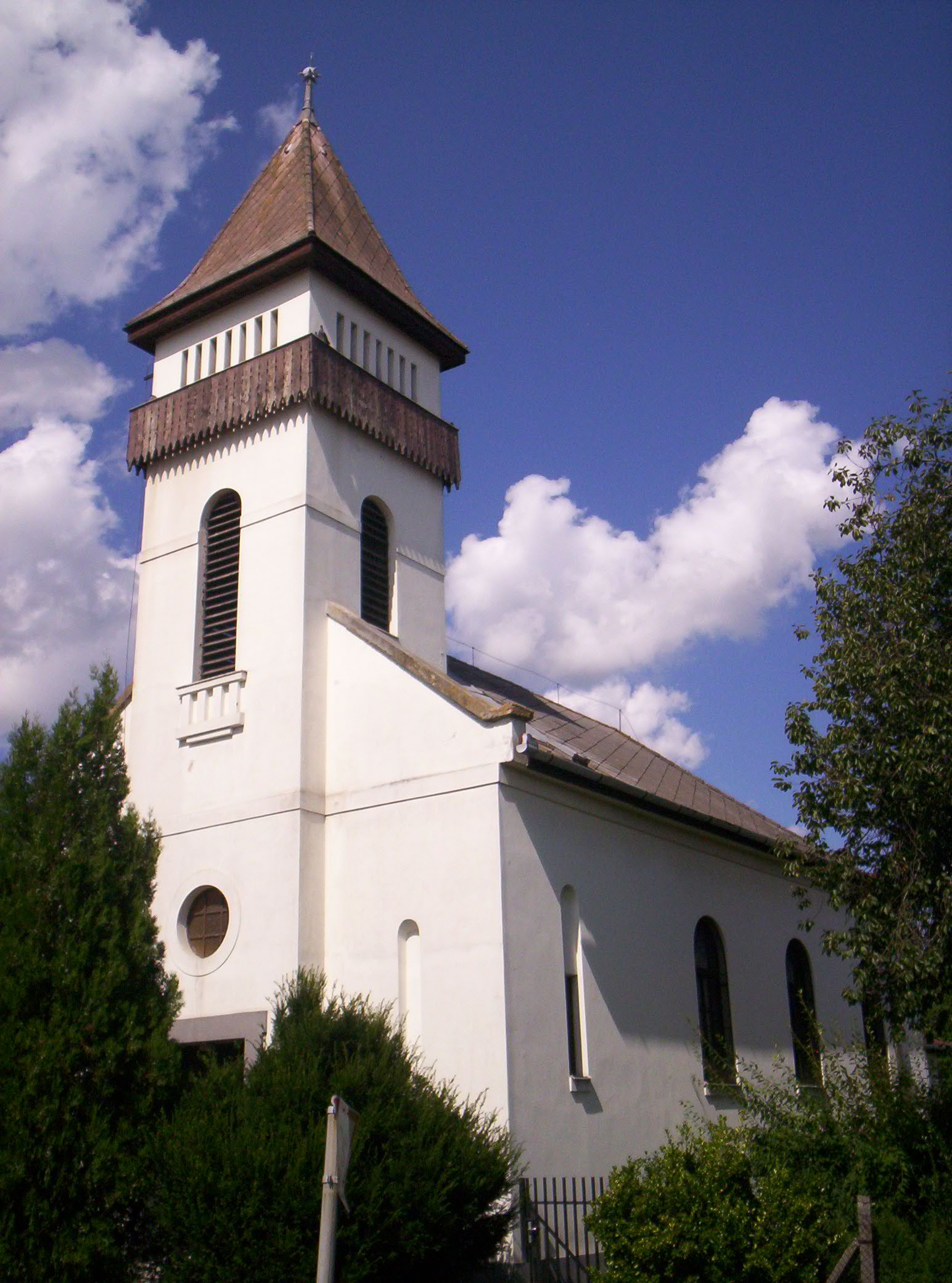
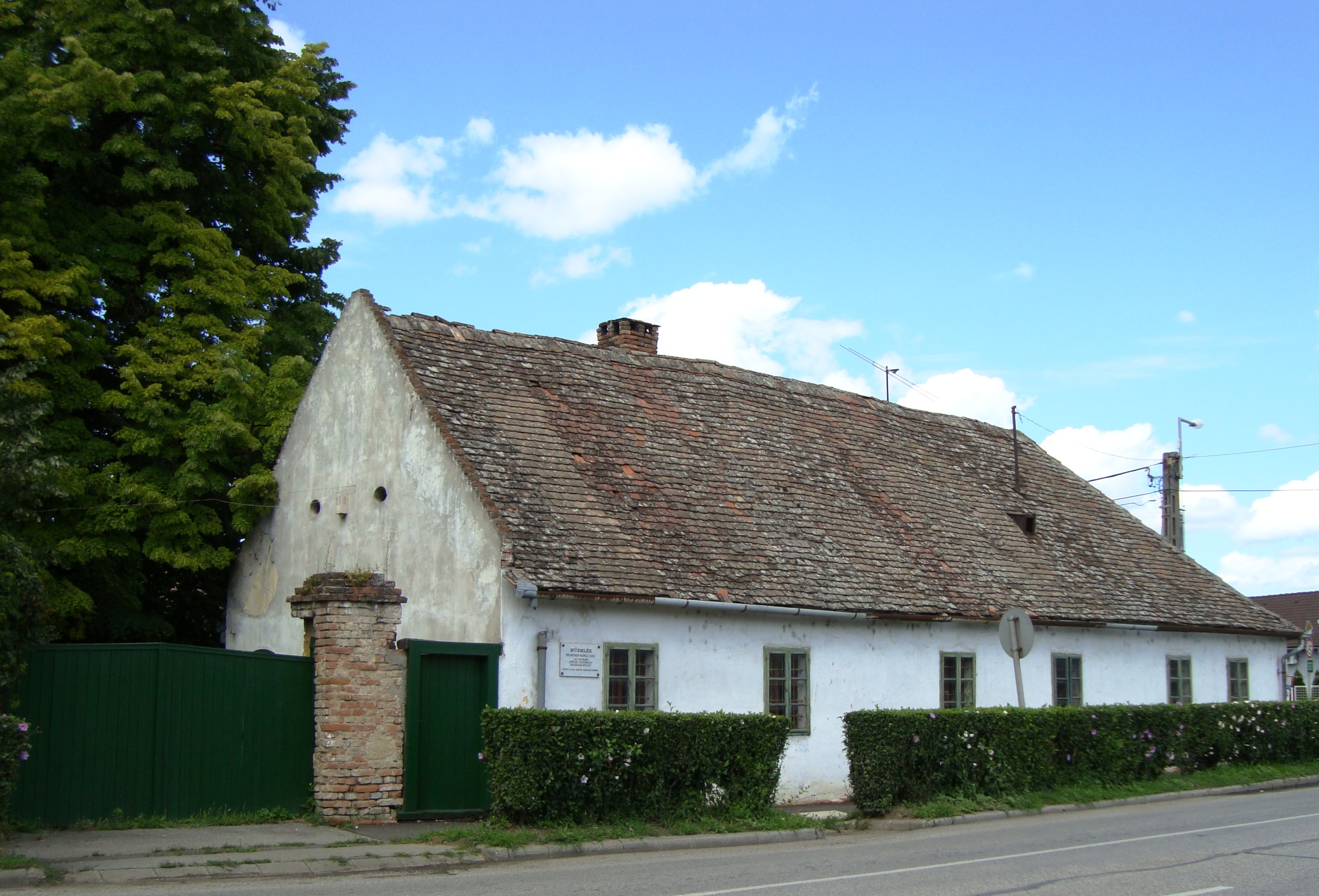
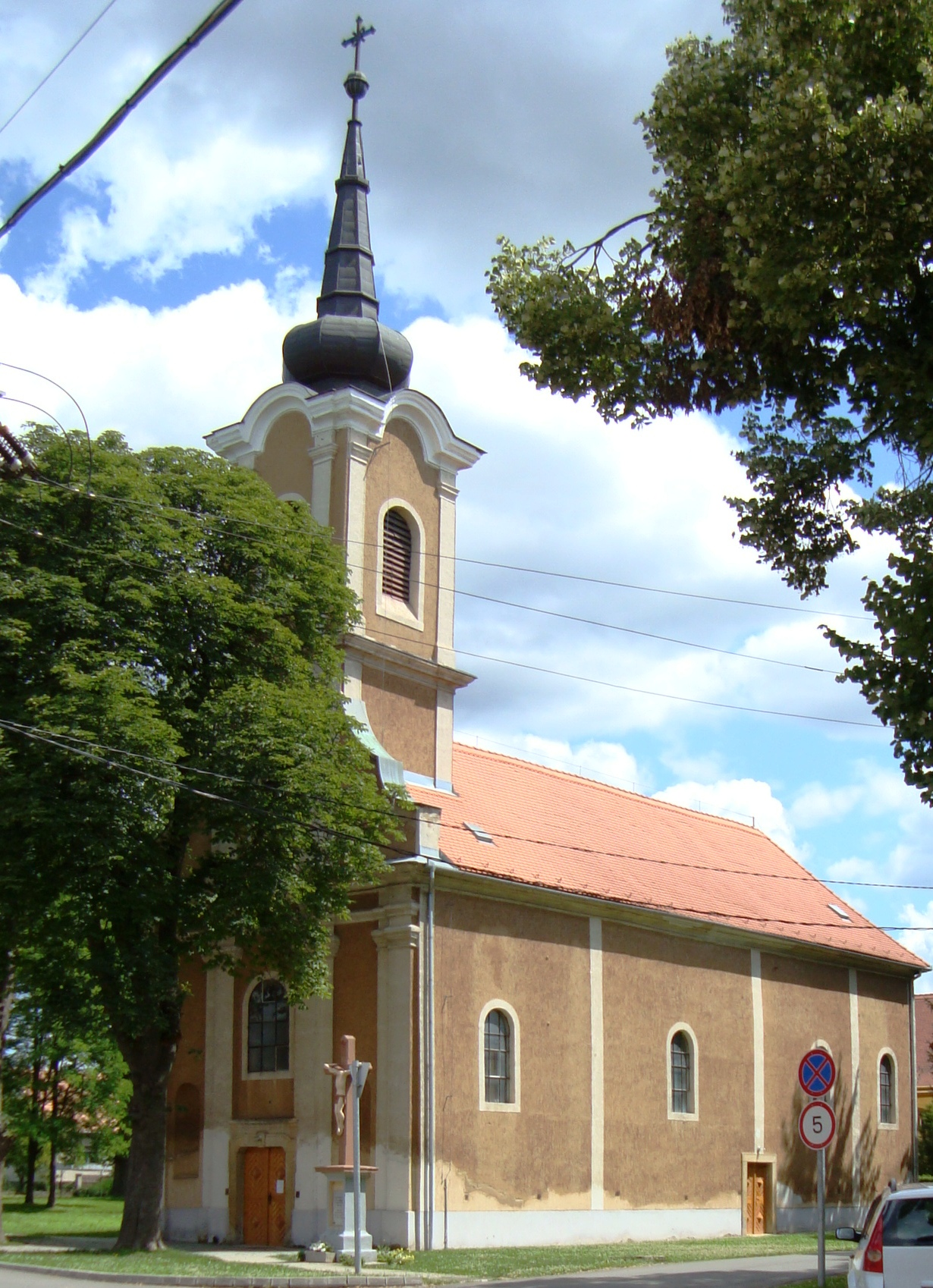